# قلاتویه
قلاتویه، روستایی در دهستان آبشور بخش فورگ شهرستان داراب در استان فارس ایران است.

## جمعیت
بر پایه سرشماری عمومی نفوس و مسکن در سال ۱۳۹۵، جمعیت این روستا برابر با ۱٬۷۰۹ نفر (۴۹۳ خانوار) بوده است.